# Chá de Kapiaba
A Banda Chá de Kapiaba é uma banda brasileira de forró eletrônico originária de Aracaju, Sergipe, formada em 5 de abril de 1999. Durante sua primeira fase, encerrada em 2008, lançou seis CDs e vendeu mais de 300 mil cópias, participando de programas de televisão em rede nacional, como o Falando Francamente, do SBT. O grupo retomou as atividades em 2023.

## História
A banda foi fundada em Aracaju em 5 de abril de 1999 e, ao longo de sua trajetória inicial, apresentou-se em diversos estados brasileiros, marcando presença nos principais eventos de Sergipe, como Forró Caju, Forró Siri, Forrozão da FM Sergipe, Festa do Catete e o São João de Paz e Amor.
Durante este período, lançou seis CDs e recebeu cinco discos de ouro, destacando-se no cenário do forró eletrônico. Em 2005, participou do projeto solidário "Beijo Amigo", que arrecadava alimentos e recursos para instituições de apoio a pacientes com câncer no estado. A banda também esteve em programas televisivos como o Falando Francamente (SBT) e foi tema de reportagens no Jornal Hoje (Rede Globo) e no SETV (TV Sergipe).
Em 2023, o grupo retornou com dois integrantes da formação original — Janaína e Nininho — retomando o repertório que marcou sua trajetória. Em junho de 2025, lançou nas plataformas digitais o single Foi Nos Teus Olhos, composição de Marinês da Silva e Jorge Luiz, em comemoração aos 25 anos de carreira.

## Formação atual
- Janaína – vocal
- Daniel – vocal
- Nininho – vocal

## Ex-integrantes (vocalistas)
- Andréa Braga – vocal
- Bruno Reis – vocal
- Bia Lins – vocal
- Carlos – vocal
- Elane Souza – vocal
- Iris – backvocal
- Gil – vocal
- Gilvan – vocal, backvocal
- Kitto Barreto – vocal
- Marilda – backvocal
- Nany Souza – vocal
- Janaína Figuer – vocal
- Jheynne – vocal
- Sandra – backvocal
- Sônia Omena – backvocal

## Discografia

### CDs
| Ano  | Título                                               | Vendas  | Certificação |
| ---- | ---------------------------------------------------- | ------- | ------------ |
| 1999 | Chá de Kapiaba Volume 1 – Forró Music                | 50.000  | Ouro         |
| 2001 | Chá de Kapiaba Volume 2 – O Povo Pede Bis (Ao Vivo)  | >40.000 | Ouro         |
| 2002 | Chá de Kapiaba Volume 3 – Paixão Pra Sempre          | >50.000 | Ouro         |
| 2003 | Chá de Kapiaba Volume 4 – Vem Ser Meu Amor (Ao Vivo) | >50.000 | Ouro         |
| 2004 | Chá de Kapiaba Volume 5 – Céu e Mar                  | 50.000  | Ouro         |
| 2005 | Chá de Kapiaba Volume 6 – New Generation             | —       | —            |